# 红壳寒竹
红壳寒竹（学名：Gelidocalamus rutilans）为禾本科井冈寒竹属下的一个种。

## 扩展阅读
- 維基物種上的相關：红壳寒竹